# Biscaglina

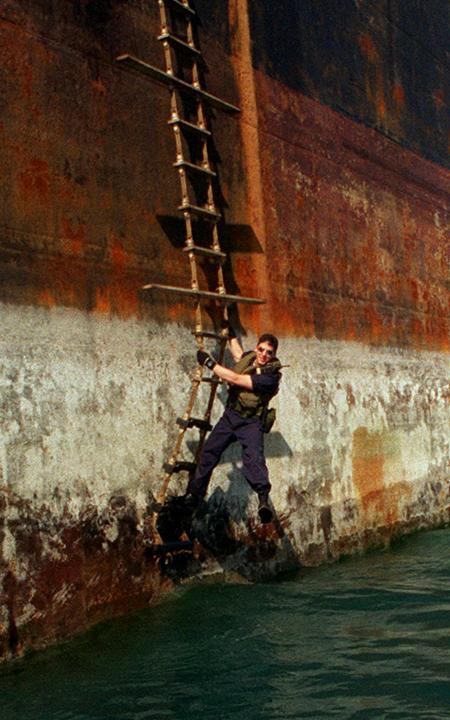
Sottufficiale della marina statunitense utilizza una biscaglina per salire a bordo di un cargo iraniano nel corso delle operazioni di pattugliamento nel Golfo Persico

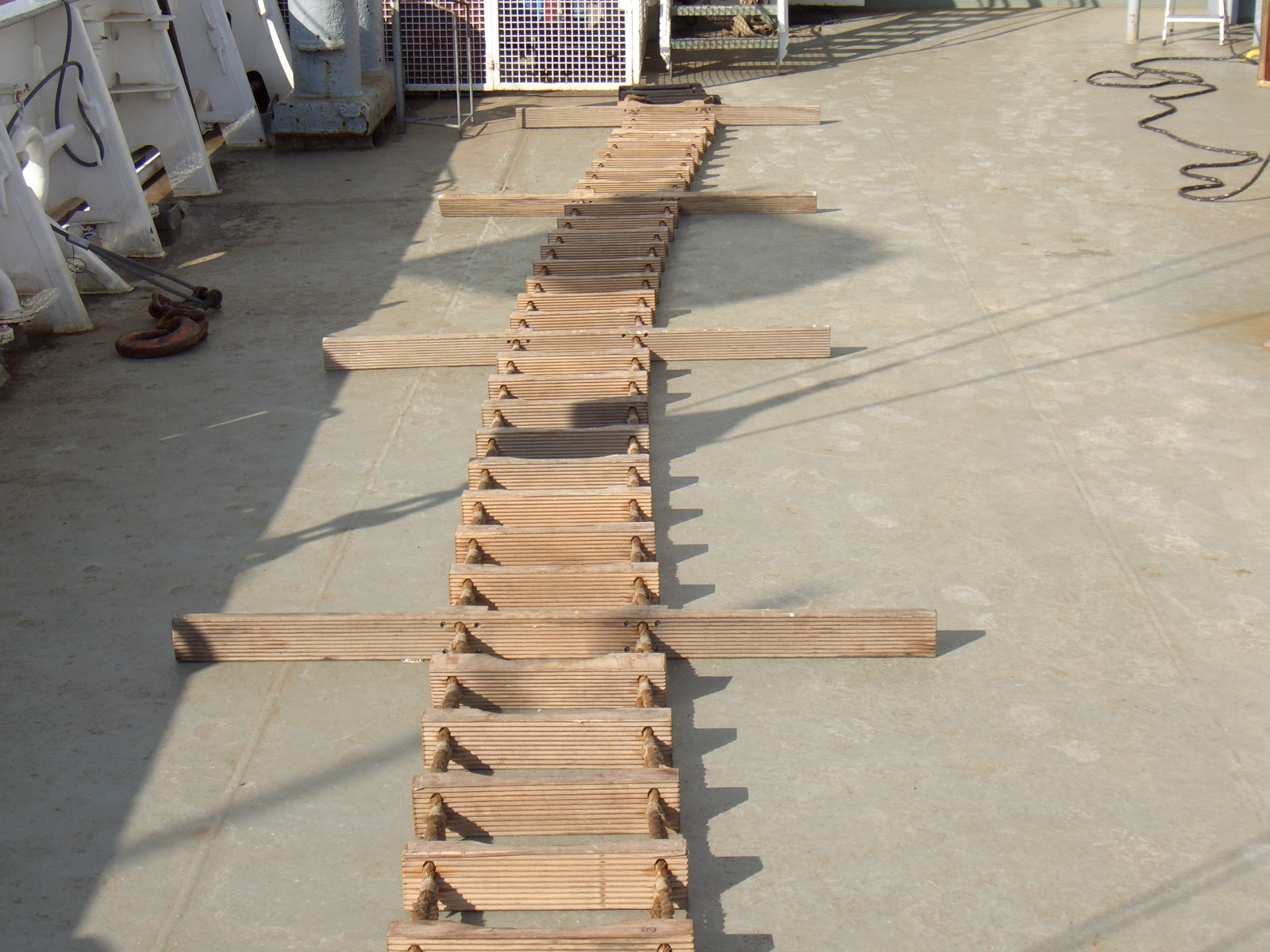
Biscaglina sulla coperta di una nave

Biscaglina o biscaggina, è un termine usato in nautica per definire un tipo speciale di scala di corda tipicamente utilizzata sulle navi mercantili con lo scopo di consentire l'imbarco e lo sbarco di personale in condizioni straordinarie. 

## Descrizione
A intervalli regolari sono poste fra i gradini delle stecche di legno duro lunghe circa 2 metri che hanno lo scopo di evitare che la biscaglina si attorcigli una volta calata.
La tipologia e i metodi di costruzione di queste scale sono strettamente specificati da norme internazionali parte della Convenzione internazionale per la salvaguardia della vita umana in mare, in inglese Safety of Life at Sea (SOLAS). Le dimensioni e caratteristiche della biscaglina sulle navi da pesca sono regolamentate nell'Unione europea dal Regolamento (CEE) n. 1382/1987 della Commissione del 20 maggio 1987.